# George Killington
George Killington (* 23. Mai 1996 in Tottenham) ist ein englischer Dartspieler.

## Karriere

### 2011 bis 2020
Killingtons Darts-Karriere begann auf den Profi-Ebenen auf der PDC Youth Tour 2011, wo er erstmals an Turnieren teilnahm und sogar ein Achtelfinale erreichte. Daraufhin wurde er im kommenden Jahr ein ambitionierter Jugendspieler auf der Youth Tour, der kein Turnier ausließ. Beim Turnier Nummer 13 spielte er sich erstmals ins Viertelfinale und konnte beim Turnier Nummer 14 am gleichen Tag sogar ins Finale vordringen, welches er mit 1:4 gegen Keegan Brown verlor.
Im Mai 2013 nahm Killington an der PDC World Youth Championship teil. Er gewann sein erstes Spiel mit 6:4 gegen John Seagrave aus Irland, unterlag dann aber dem späteren Titelträger Michael Smith mit 0:6.
2014 gelang Killington dann der erste Titel bei der PDC. Bei der PDC Youth Tour entschied er das Turnier Nummer sechs mit 4:2 gegen Max Hopp für sich. Bei der PDC World Youth Championship 2014 Ende Mai gewann er mit 6:4 gegen Ryan Hogarth, bevor er in Runde zwei Brandon Walsh mit 4:6 unterlag. Auf der Youth Tour spielte er sich in diesem Jahr noch in ein Viertel- und ein Halbfinale und zog im Juli ins Finale der England National Championships ein. Auch bei der British Darts Organisation (BDO) bzw. World Darts Federation (WDF) trat er daraufhin in Erscheinung, ohne zunächst größere Erfolge zu erzielen.
Auf der PDC Youth Tour 2015 kam Killington nicht weiter als in die Runde der letzten 32. Für die PDC World Youth Championship qualifizierte er sich aber dennoch, wo er mit 1:6 gegen Kevin de Vris verlor. 2016 spielte er daraufhin nur wenige Turniere auf der PDC Development Tour 2016. Dafür trat er im Januar 2017 bei der PDC Qualifying School an um sich eine Tour Card für die kommenden zwei Jahre zu erspielen. Dieses Ziel verfehlte er zwar, er trat daraufhin jedoch sowohl bei Development als auch Challenge Tour an, wo er jedoch nicht weiter als unter die letzten 32 kam.
Bei der PDC Q-School 2018 konnte Killington dann am dritten Tag einen Finalsieg erringen und sich somit für die PDC Pro Tour 2018 und 2019 qualifizieren. Durch gute Ergebnisse bei den UK Open Qualifiers konnte er sich daraufhin auch direkt für sein erstes Majorturnier, die UK Open 2018 qualifizieren. Sein erstes Spiel gewann er hier mit 6:4 gegen Andy Jenkins, bevor er in der zweiten Runde gegen Keegan Brown mit 3:6 verlor. Beim Players Championship Nummer 6 spielte sich Killington erstmals auf der Tour ins Achtelfinale.
Auch auf der PDC Development Tour 2018 trat Killington weiterhin an und zog in drei Halbfinale und zwei Finale ein, von denen er eines gegen Christian Bunse gewinnen konnte. Außerdem qualifizierte er sich für sein erstes Event auf der European Darts Tour, die European Darts Trophy 2018, bei der er aber mit 2:6 Mickey Mansell unterlag. Bei der PDC World Youth Championship war Killington an Position sechs gesetzt. Er gewann sein erstes Spiel auch gegen Christopher Hansch, verlor dann aber mit 4:5 gegen Mark Baxter und schied als Gruppenzweiter aus.
Die UK Open 2019 durfte Killington in der zweiten Runde starten. Er gewann zunächst gegen Ted Evetts mit 6:3, unterlag dann aber in Runde drei Madars Razma mit 4:6. Auf der PDC Development Tour daraufhin zog Killington in zwei Viertel- und ein Halbfinale ein. Die Pro Tour verlief dafür weniger gut und er qualifizierte sich für kein weiteres Major. Bei der PDC World Youth Championship 2019 war er aber – wenn auch dieses Mal ungesetzt – wieder dabei. Wie im Vorjahr gewann er dabei Spiel eins gegen Patrick van den Boogaard, verlor dann aber mit 3:5 gegen William Borland und schied als Gruppenzweiter aus. Somit scheiterte Killington auch an der WM-Qualifikation und musste zudem seine Tourkarte wieder abgeben. Bei der darauffolgenden Q-School trat Killington daraufhin nicht an. Er spielte noch auf der PDC Development Tour 2020 und qualifizierte sich auch für die PDC World Youth Championship 2020, wo er seine Gruppe überraschend deutlich für sich entschied. In der K.-o.-Phase gewann er daraufhin mit 6:3 gegen Liam Meek, bevor er das Achtelfinale mit 5:6 gegen Niels Zonneveld verlor. Daraufhin verschwand er vorerst aus dem Profi-Darts.

### Seit 2022
Anfang 2022 war Killington dann wieder für die Q-School gemeldet. Er qualifizierte sich hierbei am dritten Tag der First Stage auf direktem Wege für die Final Stage und errang schließlich wieder eine Tour Card. Er meldete sich auch direkt bei Players Championship Nummer 4 mit einem Achtelfinale zurück. Bei den UK Open gewann er sein erstes Spiel gegen Reece Robinson, unterlag dann aber Adam Gawlas mit 3:6.
Eine Qualifikation für die European Darts Tour 2022 gelang ihm zwar, jedoch konnte er bei der German Darts Championship gegen José Justicia nicht gewinnen. Ihm gelangen daraufhin zwar noch drei weitere Achtelfinale bei den Players Championships, für eine weitere Major-Qualifikation reichte es aber trotzdem nicht.
Bei den UK Open 2023 stieg Killington in Runde zwei ein. Er gewann zunächst mit 6:1 gegen Jitse van der Wal, bevor er auch Madars Razma mit 6:5 besiegen konnte. In Runde vier schied er aber mit 6:10 gegen Martijn Kleermaker aus. Bei den Players Championships gelangen ihm zunächst gar keine Siege, auch bei der Dutch Darts Championship 2023, seiner einzigen European Tour-Qualifikation in der ersten Jahreshälfte gewann er nicht. Dann erspielte er sich beim Players Championship Nummer 13 ein Achtelfinale und trat noch bei zwei weiteren European Tour-Events an.
Bei der German Darts Championship 2023, dem letzten European Tour-Event des Jahres gewann Killington seine Erstrundenpartie gegen Scott Waites mit 6:5, bevor er einen desolaten Dirk van Duijvenbode mit 6:0 abfertigte. Gegen Ricardo Pietreczko, der später das Turnier gewann, unterlag er aber im Achtelfinale mit 2:6. Ein weiteres Achtelfinale beim Players Championship Nummer 27 kam zwar noch hinzu, jedoch reichte all das nicht für ein weiteres Major und auch nicht dafür, die Tour Card zu halten.
Bei der Q-School 2024 startete Killington daraufhin in der Final Stage. Hier erspielte er sieben Punkte für die Rangliste, was für den Rückgewinn der Tour Card klar ausreichte.

## Turnierergebnisse
| Turnier              | 2018              | 2019              | ......            | 2022              | 2023              | 2024              | 2025 |
| -------------------- | ----------------- | ----------------- | ----------------- | ----------------- | ----------------- | ----------------- | ---- |
| PDC-Ranking-Turniere |                   |                   |                   |                   |                   |                   |      |
| World Masters        | nicht ausgetragen | nicht ausgetragen | nicht ausgetragen | nicht ausgetragen | nicht ausgetragen | nicht ausgetragen | VR   |
| UK Open              | 2R                | 3R                | n/t               | 2R                | 4R                | 3R                | 4R   |
| Karrierestatistiken  |                   |                   |                   |                   |                   |                   |      |
| Jahresendplatzierung | 130               | 109               | –                 | 113               | 80                | 117               |      |

| Legende zu den Turnierergebnissen | Legende zu den Turnierergebnissen | Legende zu den Turnierergebnissen | Legende zu den Turnierergebnissen | Legende zu den Turnierergebnissen | Legende zu den Turnierergebnissen | Legende zu den Turnierergebnissen | Legende zu den Turnierergebnissen | Legende zu den Turnierergebnissen | Legende zu den Turnierergebnissen |
| --------------------------------- | --------------------------------- | --------------------------------- | --------------------------------- | --------------------------------- | --------------------------------- | --------------------------------- | --------------------------------- | --------------------------------- | --------------------------------- |
| n/t                               | nicht teilgenommen                | n/q                               | nicht qualifiziert                | n/a                               | nicht ausgetragen                 | #R                                | Aus in jeweiliger Runde           | GP                                | Aus in der Gruppenphase           |
| AF                                | Achtelfinalist                    | VF                                | Viertelfinalist                   | HF                                | Halbfinalist                      | F                                 | Turnierfinalist                   | S                                 | Turniersieger                     |

## Titel

### PDC
- Secondary Tour Events
  - PDC Development Tour
    - PDC Youth Tour 2014: 6
    - PDC Development Tour 2018: 14